# Distrikt Huancaspata
Der Distrikt Huancaspata liegt in der Provinz Pataz in der Region La Libertad im Westen von Peru. Der Distrikt besitzt eine Fläche von 242 km². Beim Zensus 2017 wurden 6392 Einwohner gezählt. Im Jahr 1993 lag die Einwohnerzahl bei 6064, im Jahr 2007 bei 6352. Die Distriktverwaltung befindet sich in der etwa 2900 m hoch gelegenen Ortschaft Huancaspata mit 1268 Einwohnern (Stand 2017). Huancaspata liegt 20 km südlich der Provinzhauptstadt Tayabamba.

## Geographische Lage
Der Distrikt Huancaspata befindet sich im äußersten Süden der Provinz Pataz. Er liegt am Ostufer des in Richtung Westnordwest strömenden Río Marañón unterhalb der Einmündung des Río Huacrachucho. Im Norden wird der Distrikt vom Río Huancas begrenzt. Im Osten reicht der Distrikt bis in die peruanische Zentralkordillere.
Der Distrikt Huancaspata grenzt im Südwesten an die Distrikte Parobamba (Provinz Pomabamba) und Alfonso Ugarte (Provinz Sihuas), im Westen an den Distrikt Santiago de Challas, im Norden von den Distrikten Urpay und Tayabamba sowie im Süden an den Distrikt Huacrachuco (Provinz Marañón).